# Таріп
Таріп - (грецьк: Θαρύπας)  - цар молоссів і пращур Александра Македонського (430 - 392 рр. до н. е.)  

## Біографія
Таріп був сином засновника династії Піррідів Адмета та батьком Алкети I Епірського.
Мешканці Епіру не брали активної участі у греко-перських війнах. Під час Пелопоннеської війни  малолітній Таріп був законним царем молоссів. Серед варварів, які напали на Акарнанію в 429 р. до н. е., Фукідід згадує молосів. Афіни підтримали Акарнанію і завдали супротивникам поразки, що настільки вразило молоссів, що вони відправили свого неповнолітнього царя Таріпа в Афіни на навчання. За час навчання Таріп отримав аттичну освіту і перебував під глибоким впливом культури Афін. Афіняни зробили його громадянином. Надалі його освіта дала йому велику популярність серед своїх громадян.

## Діяльність
Таріп повернувся в 423 році до н. е. в Епір, зайнявши престол молоссів. Він назавжди витіснив спартанський вплив, замінивши його на афінський. Він приніс із собою дух прогресу, який торкнувся не лише молоссів, але й усіх континентальних народів. Вважається, що в рік, коли повернувся Таріп, Евріпід подарував йому прощальний подарунок, поставивши драму "Андромаха" у столиці царства молоссів Пассароні. Ця драма виражала сильну ненависть до Спарти, підкреслюючи героїчне походження молоссів, які були під загрозою нападу спартанців.
У той же час Таріп поширив традицію, що молосси походили від Ахілла і його сина Неоптолема. Географ Павсаній повідомляє, що Таріп і Неоптолем (або Пірр, як він його називає) поділяють п'ятнадцять поколінь.
Таріп  здійснив суттєві реформи (законодавчі, державні тощо), які лягли в основу модернізації молосійської держави.
З початку IV століття до н.е. нові умови сформували політичне, економічне та соціальне життя Епіру. Таріп запровадив письмо, змінив монети і складав закони, які діяли на території царства. У його царстві невеликі поселення поступово зникають, а їх мешканці збираються в міських центрах. Останні мали кам’яні споруди, громадські будівлі, храми та міцні стіни та укріплення. Молосси також окупували Додону, де був найважливіший оракул в Епірі, який до цього часу був на території племен теспротівців. 